# Juliette Katz
Juliette Katz est chanteuse, youtubeuse, actrice et autrice française. Elle a également été mannequin grande taille.
Elle est principalement connue pour sa chaîne Youtube, Coucou les girls.

## Biographie
Juliette Katz est née en 1988. Son père, le frère de Michel Jonasz, travaille dans la publicité et la musique, tandis que sa mère est psychologue,.
Passionnée par la musique dès l'enfance, elle fait une école de musique à 16 ans.
C'est en 2011 qu'elle sort son premier single intitulé Tout le monde. Un an plus tard, son premier album studio Tout va de travers sort chez Universal. Il a été réalisé par Scott Jacoby et Marlon B entre Paris et New-York, avec la collaboration de Sia, Bardi Johannsson, Albin de la Simone et Mike Ibrahim.
En avril 2016, elle lance sa page Facebook, son compte Instagram et sa chaîne Youtube Coucou les girls, où elle poste des vidéos humoristiques parodiant les youtubeuses beauté : « Je m’amuse à caricaturer cette société auto centrée en prenant à contre-pied ce que j’ai pu voir dans des tutos beauté/lifestyle : l’exagération d’une scène, d’un plan ou d’une attitude… J’ai volontairement choisi de rendre la chose grotesque ». En janvier 2020, son compte Instagram comptabilise 460 000 abonnés, tandis que sa chaîne Youtube regroupe 300 000 abonnés.
En 2018, elle apparait dans la série policière française Section de Recherches, dans l'épisode "Meurtre XXL". Elle y interprète Gaëlle Colbert, chasseuse de têtes dans une agence de recrutement.
Le 15 mai 2019, elle joue l'héroïne dans la fiction Moi, grosse diffusée sur France 2 inspirée du livre de Gabrielle Deydier, On ne naît pas grosse. Elle interprète Raphaëlle, une animatrice pour enfants licenciée à cause de son obésité. Le téléfilm dénonce les discriminations liées à la grossophobie. Au même moment, elle publie son premier livre T'es bonne bébé où elle parle de sa vie et de son approche de l'amour de soi.
Elle apparaît dans le clip de la chanson de KIZ, Laisse-moi te dire publié sur Youtube le 6 mars 2020.
En 2020, elle joue le rôle d'Anaïs Delaire (adulte) dans la série La Promesse d'Anne Landois diffusée à partir du 7 janvier 2021 sur TF1.
Elle est l'auteure du Podkatz, podcast diffusé sur les plateformes (Youtube, Deezer, Spotify...) où elle parle de sujet de société avec des invités différents chaque mardi.
En  2025 elle est a l'affiche de Dear You de Julien Carpentier, série adaptée du roman de Emily Blaine, où elle interprète le rôle de Océane.

## Publications
- T'es bonne bébé, éditions First, collection Développement personnel, illustré par Alexia Allet, 2019